# Bárdossy György
Bárdossy György (Szombathely, 1925. november 17. – Budapest, 2013. április 15.) Széchenyi-díjas magyar geológus, geokémikus, a Magyar Tudományos Akadémia rendes tagja. A bauxit kutatásának neves tudósa, a karsztbauxit és a laterit előfordulásával és keletkezésével foglalkozott. Emellett a radioaktív hulladékok elhelyezési lehetőségeit is vizsgálta.

## Életpályája
A Vas vármegyei, nagy múltú Bárdossy család sarja. 1943-ban érettségizett Kőszegen, majd sorkatona a második világháborúban, szovjet hadifogsága került. Hazatérése után 1947-ben beiratkozott a Pázmány Péter Tudományegyetem (1950-től Eötvös Loránd Tudományegyetem) geológia szakára. Itt szerzett geológusdiplomát 1951-ben. Már egyetemi hallgatóként a Magyar–Szovjet Bauxit Alumínium Rt. (Maszobal) geológusaként kezdett el dolgozni, később főgeológusi beosztásba került. 1957-ben a Magyar Állami Földtani Intézet laborvezetője lett. Itt 1963-ig dolgozott, ezt követően az MTA Geokémiai Kutatólaboratóriumában (később MTA Geokémiai Kutatóintézet, jelenleg MTA CSFK Földtani és Geokémiai Intézet) dolgozott tudományos főmunkatársi beosztásban. 1974-ben az Aluterv–FKI Alumíniumipari Kutatóintézet tudományos tanácsadója lett, majd 1978-tól 1985-ös nyugdíjba vonulásáig a Hungalu tröszt főgeológusaként tevékenykedett. 1965-ben, illetve 1985-ben fél évet töltött vendégprofesszorként a francia kormány meghívására az országban és különböző egyetemeken tartott előadásokat. 1991-ben az Eötvös Loránd Tudományegyetem rendkívüli egyetemi tanárává avatta.
1966-ban védte meg a földtudományok kandidátusi, 1974-ben akadémiai doktori értekezését. Az MTA Földtani Bizottságának, a Geokémiai és Ásványkőzettani Bizottságnak, valamint a Hidrológiai Bizottságnak lett tagja. Egy időben a Kutatásértékelési, illetve a Doktori Tanács földtani szakbizottságának is tagja volt. 1993-ban megválasztották a Magyar Tudományos Akadémia levelező, 1998-ban pedig rendes tagjává. 1991-ben a Horvát Tudományos Akadémia felvette tagjai sorába. Akadémiai tisztségei mellett 1978 és 1988 között a Nemzetközi Alumínium-Bauxit Bizottság (ISCOBA), 1985–1986-ban a Franciaországi Geológiai Társaság alelnöke volt, utóbbinak később tiszteletbeli tagja lett. A Szerb Geológiai Társaság tiszteletbeli, illetve 2009-től a Nemzetközi Matematikai Földtudományok Társasága tudományos tanácsa tagja. 2006-ban bekerült a Magyar Atomenergia Hivatal tudományos tanácsába is.

## Munkássága
Fő kutatási területe a bauxittal kapcsolatos: a karsztbauxit és a laterit előfordulása és keletkezése. Ezenkívül foglalkozott paleoklimatológiai (őséghajlattani) kérdésekkel, illetve a radioaktív anyagok elhelyezésének problematikájával.
Nevéhez fűződik a lemeztektonika és a bauxitképződés szoros összefüggéseinek elsőkénti kimutatása, valamint a laterit és a bauxit paleoklimatológiai jelentőségének leírása. Bauxitszakértőként számos országban a helyszínen vizsgálta a bauxit előfordulását, így Ausztráliában és Dél-Amerika több országában is. Számos röntgendiffrakciós fáziselemzést alkalmazott először a magyarországi geológiai kutatásokban, valamint több geomatematikai módszert dolgozott ki, elsősorban a különböző bizonytalanságok értékeléséhez. Az 1980-as évektől kezdett el foglalkozni a radioaktív anyagok elhelyezésének problémás kérdéseivel és több munkájában kínált megoldásokat a biztonságos elhelyezéshez.
Több mint kétszázharminc tudományos publikáció szerzője vagy társszerzője, ebből több mint ötven jelent meg külföldi szakfolyóiratokban. Öt könyve jelent meg, ezek magyar, angol, orosz, illetve kínai nyelven, illetve három monográfiája magyar és angol nyelven. Közleményeit elsősorban magyar, angol és francia nyelven publikálta.

## Díjai, elismerései
- Szabó József-érem (1980)
- Eötvös Loránd-díj (1983)
- ISCOBA Aranyérem (1988)
- Széchenyi-díj (1997) – A bauxitföldtan és a geokémia területén végzett több évtizedes nemzetközileg is úttörő kutatómunkája és kiemelkedő jelentőségű kézikönyvei megalkotása elismeréseként.
- Magyar Fuzzy Társaság Nagydíja (2005)
- A Magyar Köztársasági Érdemrend tisztikeresztje (2006)
- a Budapesti Műszaki Főiskola díszpolgára (2009)
- Akadémiai Aranyérem (2012)

## Főbb publikációi
- A magyar bauxit geokémiai vizsgálata (1961)
- Sur la composition et la genese des bauxites de la Hongrie (1962)
- A kőzetek korszerű anyagvizsgálati módszerei (1964)
- Bauxite Formation and Plate Tectonics (1973)
- Általános földtan (egyetemi tankönyv, 1975)
- Rare Metals of Hungarian Bauxites and Conditions of their Utilisation (1976)
- Karsztbauxitok. Bauxittelepek karbonátos kőzetekben (1977, angolul 1982 és oroszul is)
- Rancieite Associated with a Karstic Bauxite Deposit (1978)
- A Comparison of the Main Lateritic Bauxite Regions of our Globe (1983)
- Bauxites of Southern Italy Revisited (társszerző, 1987)
- Lateritic Bauxites (társszerző, 1990, kínaiul is)
- The Use of Geomathematics and Computerization in Scientific Bauxite Research (1992)
- A laterit- és karsztbauxit-képződés tudományos és gyakorlati vonatkozásai (1998)
- A radioaktív hulladék hazai elhelyezésének földtudományi alapjai (1999)
- Megoldható a radioaktív hulladékok elhelyezése (2000)
- Uncertanities and Risks in Geology (Fodor Jánossal, 2004)
- Amit a cunamikról és okairól tudunk (2006)